# Arctocephalus galapagoensis
El lobo peletero de las Galápagos o lobo fino de Galápagos (Arctocephalus galapagoensis) es una especie de mamífero pinnípedo de la familia de los otáridos endémica de las islas Galápagos, que vive en aguas tropicales del Pacífico oriental.
Los lobos peleteros de Galápagos normalmente no emigran. Se alimentan sobre todo de cefalópodos y peces linternas, en aguas profundas y exclusivamente en la noche, cuando su presa está más cerca de la superficie. La profundidad máxima registrada, en un buceo de una hembra adulta, fue de 169 m, con una duración de 6,5 minutos.

## Descripción
El macho adulto mide 1,5 m de largo y pesa 64 kg en promedio y después de los 7 años define su territorialidad y dominio sobre un grupo de hembras, con territorios establecidos en tierra. La hembra alcanza 1,2 m de longitud y entre 22 y 34 kg, llegando a la madurez sexual después de los 3 años de edad. Son la especie más pequeña de otario y un ejemplo de enanismo insular. Los lobos peleteros de Galápagos normalmente no emigran

## Distribución
Sus colonias están establecidas en las orillas rocosas, próximas a aguas profundas, en especial en las costas occidentales de las islas Isabela y Fernandina, en esta última se encuentra la colonia más numerosa de la especie. También se pueden encontrar colonias reproductivas en las islas: Pinta, Marchena, Genovesa, Santiago y Rábida. Otras islas, rocas e islotes son utilizadas como sitos de descanso, donde se pueden observar algunos individuos, y una que otra cría nacida fuera de colonias reproductivas en especial en Seymour Norte y Santa Cruz. 
Cabe resaltar que existe una pequeña colonia reproductiva de lobos marinos al norte de Perú, en la isla Foca que está bajo análisis taxonómico; los estudios genéticos realizados para confirmar sus relaciones filogenéticas y determinar si se trata de Arctophoca galapagoensis o Arctophoca australis aún no están completos. Este registro representaría un aumento de 765 km en el rango de distribución actual conocida de A. australis australis (Isla Mazorca), o constituiría el primer registro de lobos finos de las Galápagos para el Perú, aumentando en casi 1000 km su rango de distribución conocido.
También se han registrado numerosos individuos vagantes fuera de las islas Galápagos, incluyendo Ecuador continental, El Salvador, Panamá y Colombia (la Isla Gorgona). La mayoría de estos registros están relacionados con eventos oceanográficos como "El Niño".

## Comportamiento
Las colonias reproductivas, a diferencia de otros otáriidos son utilizadas durante todo el año. La hembra da a luz una única cría (son inusuales los partos múltiples), preferentemente en una cueva. La cría pesa entre 3 y 5 kg al nacer. Una semana después, la hembra sale a buscar recurrentemente alimento en el mar, volviendo luego con la cría, cuyo pelaje es gris, pero muda a color castaño entre los 4 y 6 meses de edad. La cría de un año es un fuerte competidor para la cría recién nacida pues este aún complementa su dieta con leche materna. Esto se da por los extensos períodos de lactancia que pueden ir hasta los 3 años de edad, en especial en las crías macho. Esta especie, al igual que otras especies del archipiélago que dependen del agua fría para sobrevivir, es altamente vulnerable a los eventos ENOS. En estos años es común ver un incremento de la mortalidad de las crías y los juveniles; como los registrados en los eventos ENOS 1982-83 y 1997-98.